# Lobobasis niveimaculata
Lobobasis niveimaculata là một loài bướm đêm thuộc phân họ Arctiinae, họ Erebidae.